# Gare d’Évron
Gare d’Évron vasútállomás Franciaországban, Évron településen.

## Vasútvonalak
Az állomást az alábbi vasútvonalak érintik:
- Párizs–Brest-vasútvonal

## Kapcsolódó állomások
A vasútállomáshoz az alábbi állomások vannak a legközelebb:
- Gare de Voutré (Paris Gare Montparnasse, Párizs–Brest-vasútvonal)
- Gare de Neau (Gare de Brest, Párizs–Brest-vasútvonal)